# Kawakami Gensai
Gensai Kawakami  (河上 彦斎?), nato Komori Genjiro (Kumamoto, 4 dicembre 1834 – 13 gennaio 1871) è stato un rivoluzionario giapponese, uno dei quattro grandi hitokiri (幕末四大人斬り? "uccisori di uomini") che alla fine del periodo Bakumatsu, intorno alla metà del XIX secolo, combatterono contro lo shogunato Tokugawa, che governava il Paese dal 1603, portandone alla caduta e all'inizio dell'epoca Meiji.
Si dice che fosse molto calmo e calcolatore, mostrando un'incredibile freddezza nei momenti di crisi e di tensione. Fisicamente aveva lineamenti delicati e capelli lunghi, e si dice che a una certa distanza potesse essere scambiato per una donna o un bambino.

## Biografia

### Infanzia
Figlio di Komori Sadasuke, un vassallo dei daimyō di Kumamoto, suo fratello Hanzaemon fu scelto come erede della famiglia, perciò all'età di 11 anni venne dato in adozione a Kawakami Genbei (河上彦兵衛?), un altro vassallo di Kumamoto. Genbei gli fece frequentare l'addestramento accademico e marziale del Jishūkan (時習館?), l'accademia locale, e apparentemente il ragazzo non dimostrò una particolare bravura con la spada; a questo riguardo sembra che commentò «Il kenjutsu (scherma giapponese) con le shinai di bambù non è altro che un gioco». A 16 anni fu chiamato a servire nel castello di Kumamoto come addetto alle pulizie (お掃除坊主?, osōji-bōzu); a dispetto del basso livello dell'incarico, il ragazzo vi si dedicò con passione, e nel tempo libero imparò il sado e l'ikebana. In questo periodo inoltre incontrò due personaggi che avrebbero avuto grande rilevanza nelle attività degli ishin shishi: Todoroki Buhei e Miyabe Teizō. Nelle discussioni con loro si interessò al concetto di kinnō (勤王?), o fedeltà all'imperatore.

### Anni 1850
Giunto alla maggiore età, scelse il nome Gensai.
Nel 1851 entrò al servizio di Hosokawa Narimori, daimyō di Kumamoto, e lo seguì a Edo per il suo sankin kōtai. In questo periodo si verificò l'episodio delle navi nere, che lo segnò profondamente. Nello shogunato era da tempo in vigore una politica (sakoku) che isolava il Paese dal resto del mondo, ma nel 1853 la marina degli Stati Uniti, ancorando quattro navi da guerra al largo di Edo, costrinse lo shogunato ad abolire tale legge e ad accettare un processo di occidentalizzazione e apertura agli stranieri; questo forzato cambio di rotta indebolì moltissimo l'autorità dello shōgun, e spinse molti a invocare il ritorno del potere all'Imperatore, che da diversi secoli aveva perso ogni autorità politica e rivestiva solo il ruolo di capo religioso. A questo gruppo apparteneva Gensai, che lasciò Edo infuriato e tornò a Kumamoto, dove entrò nell'accademia Gendōkan del filosofo kinnō Hayashi Ōen prima di tornare a Edo.

### Anni 1860
Gensai si trovava a Edo quando avvenne l'assassinio di Ii Naosuke, e quando alcuni degli assassini entrarono nella villa dei Kumamoto chiamò un dottore per loro, li invitò ad una cerimonia del tè e confessò la sua ammirazione per la loro azione.
Nel 1861, Gensai sposò Misawa Teiko, figlia di un altro vassallo dei Kumamoto e abile combattente, particolarmente dotata nell'uso della naginata; il loro figlio, Gentarō, sarebbe sopravvissuto all'esecuzione di Gensai grazie all'intervento di Teiko.
Nel 1862, entrò a far parte del corpo di guardia di Kyōto inviato dal clan Kumamoto; dopo poco però abbandonò la sua posizione di bōzu, e in breve si ritirò dal servizio dei Kumamoto, per entrare negli ishin shishi. La sua tecnica di spada estremamente veloce apparteneva allo stile Furanui kenjutsu, noto anche come Shiranui-ryu; grazie alla sua abilità entrò presto a far parte dei Quattro Hitokiri del Bakumatsu, una élite di assassini dedita all'assassinio politico dei nemici dell'Imperatore; del gruppo facevano parte anche Nakamura Hanjiro (noto anche come Kirino Toshiaki), Tanaka Shimbe, e Okada Izō, ma Kawakami divenne presto noto come il più spietato del gruppo.
Nel 1864, il suo mentore Miyabe Teizō morì nell'incidente Ikedaya; non molto tempo dopo Gensai compì l'omicidio che lo rese celebre, e l'unico attribuibile con sicurezza a lui; quello di Sakuma Shōzan, un importante politico ed erudito giapponese favorevole alla presenza straniera in Giappone; l'omicidio destò particolare scalpore perché avvenne in un solo fendente e in pieno giorno. Sebbene gli siano state attribuite altre uccisioni, quella di Shōzan è l'unica dimostrata dalla prove a suo carico.

### Declino
Quando la sua fama divenne di ostacolo alle sue azioni, si ritirò nel Chōshū e si unì alle azioni militari del Kiheitai di Takasugi Shinsaku contro le spedizioni militari dello shogunato nella regione. Tuttavia, durante un'azione a Kokura, fu catturato dalle forze dei Kumamoto, e imprigionato fino all'inizio della restaurazione Meiji.
Dopo la restaurazione Meiji e la fine dei samurai, Gensai cambiò il suo nome in Takada Genbei, si dedicò all'insegnamento della filosofia samurai, ma le sue idee isolazioniste non trovarono spazio nel nuovo governo imperiale, che contrariamente alle sue speranze vedeva di buon occhio l'apertura agli stranieri e anzi vedeva in lui una minaccia al futuro della nazione: accusato di aver offerto rifugio a ex membri del Kiheitai, fu arrestato e condannato a esecuzione pubblica nel quarto anno dell'era Meiji (1871).

## Influenza postuma
La figura di Kawakami Gensai ha ispirato diverse opere giapponesi posteriori; in particolare su di lui è basato il personaggio di Kenshin Himura, protagonista della serie Kenshin Samurai vagabondo di Nobuhiro Watsuki.